# Чемпіонат Європи з футболу 2008 (жеребкування)
Жеребкування чемпіонату Європи з футболу 2008 — це процедура визначення розподілу команд-учасниць Євро-2008 за групами та формування розкладу матчів, що відбулася 2 грудня 2007 року в Культурно-конференційному центрі міста Люцерн (Швейцарія).
Перед жеребкуванням команди були розподілені на чотири кошики за системою, яка використовувалася на чемпіонатах Європи 2000 та 2004 років: згідно з їх результатами виступів у відбіркових турнірах до Чемпіонату світу-2006 та Чемпіонату Європи-2008. Як і в 1992 та 1996 роках, матчі однієї групи проходили лише на двох стадіонах, і команди, що потрапили до першого кошику, мали перевагу всіх трьох групових матчів на одному стадіоні. Збірні з одного кошика не можуть зустрітися між собою в груповому турнірі. 

## Критерії розподілу за кошиками
Команди розташовуються за рейтингом, який формується за визначеними УЄФА критеріями в такому порядку:
1. Рейтинговий коефіцієнт, тобто середня кількість набраних очок в іграх відбіркових турнірів до Чемпіонату світу-2006 та Чемпіонату Європи-2008 (або лише в одному турнірі, якщо в іншому команда не брала участі).
2. Середня кількість набраних очок в іграх останнього зіграного командою відбіркового турніру.
3. Середня різниця м'ячів у цих іграх.
4. Середня кількість забитих м'ячів у цих іграх.
5. Середня кількість м'ячів, забитих на виїзді, в цих іграх.
6. У разі рівності всіх попередніх показників команди розташовуються за жеребом.

До першого кошику потрапили Австрія та Швейцарія як господарі змагань, Греція як переможець чемпіонату Європи з футболу 2004, а також команда з найкращим рейтингом. До другого кошика потрапили команди з рейтингами від другого до п'ятого, до третього — команди з рейтингами від шостого до дев'ятого, до четвертого — команди з рейтингами від десятого до тринадцятого.
Команди були розподілені за кошиками таким чином:
| Кошик 1                                     | Кошик 2                              | Кошик 3                                      | Кошик 4                                |
| ------------------------------------------- | ------------------------------------ | -------------------------------------------- | -------------------------------------- |
| - Швейцарія - Австрія - Греція - Нідерланди | - Хорватія - Італія - Чехія - Швеція | - Румунія - Німеччина - Португалія - Іспанія | - Польща - Франція - Туреччина - Росія |

## Рейтинг команд
| Рейтинг | Збірна     | Коефіцієнт | Останні матчі | Середня різн. м'ячів |
| ------- | ---------- | ---------- | ------------- | -------------------- |
| 1       | Швейцарія1 | 1.800      | 1.800         | + 1.100              |
| 2       | Австрія1   | 1.500      | 1.500         | + 0.300              |
| 3       | Греція2    | 2.167      | 2.583         | + 0.875              |
| 4       | Нідерланди | 2.417      | 2.167         | + 1.417              |
| 5       | Хорватія   | 2.409      | 2.417         | + 1.636              |
| 6       | Італія     | 2.364      | 2.417         | + 1.000              |
| 7       | Чехія      | 2.333      | 2.417         | + 1.875              |
| 8       | Швеція     | 2.273      | 2.167         | + 1.818              |
| 9       | Румунія    | 2.250      | 2.417         | + 1.208              |
| 10      | Німеччина  | 2.250      | 2.250         | + 2.333              |
| 11      | Португалія | 2.192      | 1.929         | + 1.692              |
| 12      | Іспанія    | 2.182      | 2.333         | + 1.409              |
| 13      | Польща     | 2.167      | 2.000         | + 1.250              |
| 14      | Франція    | 2.091      | 2.167         | + 1.455              |
| 15      | Туреччина  | 1.958      | 2.000         | + 1.167              |
| 16      | Росія      | 1.958      | 2.000         | + 0.917              |

1 Господар чемпіонату

2 Чинний чемпіон

## Результати жеребкування
| Група A    | Група B   | Група C    | Група D |
| ---------- | --------- | ---------- | ------- |
| Швейцарія  | Австрія   | Нідерланди | Греція  |
| Чехія      | Хорватія  | Італія     | Швеція  |
| Португалія | Німеччина | Румунія    | Іспанія |
| Туреччина  | Польща    | Франція    | Росія   |

## Критика
Тренер збірної Франції Реймон Доменек розкритикував систему розподілу команд за кошиками. Зокрема, він заявив, що ситуація, коли чинний чемпіон світу Італія не потрапляє до першого кошика, є неприйнятною. Він також висловив глибоке невдоволення тим, що його команда потрапила до останнього кошика. Чимало фахівців та оглядачів вважали, що поява так званої «групи смерті» (в даному разі група C), тобто групи, до якої потрапляють команди однаково висого рівня, є неприйнятною.
Через критику 22 листопада 2007 року УЄФА заявила про розробку нової системи рейтингу збірних. Нова система підрахунку коефіцієнтів національних збірних була представлена 20 травня 2008 року.